# Operation Wigwam
Operation Wigwam war ein unterseeischer Atombombentest, den die USA im Mai 1955 im Pazifik rund 900 km südwestlich von San Diego durchführten.
Ziel der Operation Wigwam war es herauszufinden, welche Strahlung und welche Druckverhältnisse bei unterseeischen Detonationen auftreten und zu bestimmen, welche Auswirkungen eine solche Explosion auf Schiffe und getauchte U-Boote hat.
Eine einzelne 30-kT-Bombe wurde an einem Kabel von einer unbemannten Barkasse (YC-473) in 4.800 m tiefem Gewässer in eine Tiefe von 600 m abgelassen. Die Barkasse wurde mit einem rund 9 km langen Kabel von der USS Tawasa (ATF-92) geschleppt. Entlang des Kabels waren eine Reihe von Druckmessinstrumenten, getauchten U-Booten ähnliche Hüllen (genannt „Squaws“) und unbemannte Schiffe verteilt.
Das beteiligte Personal war gut 9 km aufwindig (gegen den Wind) positioniert. Die USS George Eastman (YAG-39) und die USS Granville S. Hall (YAG-40) dagegen waren gut 9 km abwindig des Detonationspunktes stationiert. Beide Schiffe waren ionisierender Strahlung ausgesetzt.
Die Joint Task Group 7.3 der Joint Task Force 7, verantwortlich für die Durchführung der Atombombentests im Pazifik, führte den Test im Auftrag der Atomic Energy Commission und des Department of Defense durch. Insgesamt nahmen 6.544 Personen (davon 200 Zivilisten) und 30 Schiffe an der Operation teil.